# Fredonyer Pass
Der Fredonyer Pass ist ein 1753 m hoher Gebirgspass im Lassen County, Kalifornien, USA. Er ist der nördlichste befahrbare Pass über die Sierra Nevada und führt die California State Route 36 über das Gebirge. Er liegt auf der Wasserscheide zwischen dem Großen Becken und dem Einzugsgebiet des Pazifischen Ozeans mit dem Feather River im Westen und dem Susan River und dem Honey Lake im Osten. Der Pass ist benannt nach dem Schweizer Atlas Fredonyer (1832–1880), der ihn 1850 entdeckte.